# Loi 180

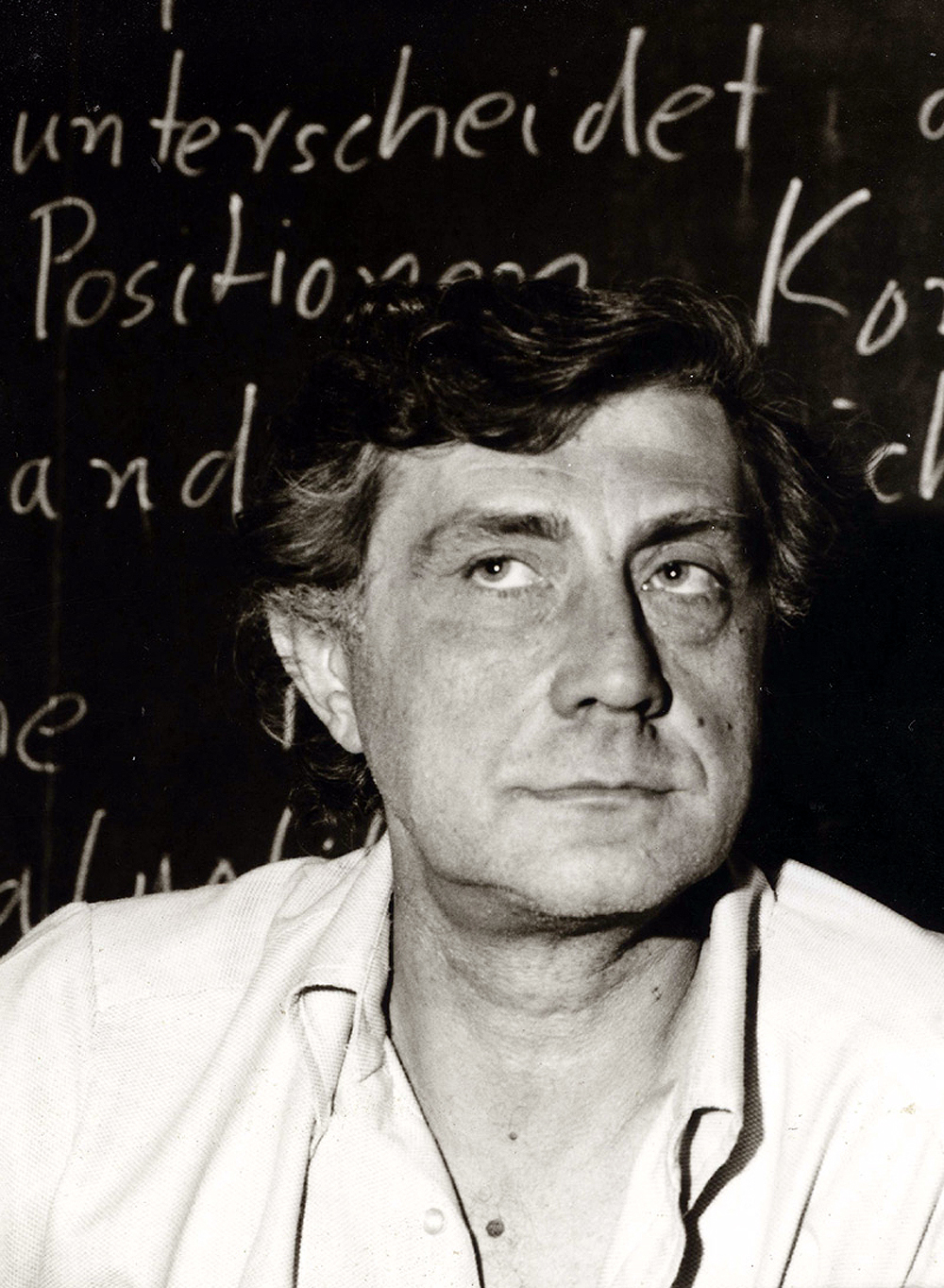
La loi 180 est aussi connue sous le nom de son principal promoteur, Franco Basaglia.

La loi Basaglia ou Loi 180 (en italien : Legge Basaglia, Legge 180) est une loi italienne de 1978 sur la santé mentale qui marque une grande réforme du système psychiatrique de ce pays. Elle plaide pour la fermeture de tous les hôpitaux psychiatriques et conduit à leur remplacement progressif par toute une gamme de services communautaires. La loi Basaglia est à la base de la législation de la santé mentale italienne. Le principal promoteur et architecte de cette loi est le psychiatre italien Franco Basaglia. Par conséquent, la loi 180 est aussi connue sous le nom de «loi Basaglia». Le Parlement italien a adopté la loi 180 du 13 mai 1978, et a ainsi lancé le démantèlement progressif des hôpitaux psychiatriques. La mise en œuvre de la loi de réforme psychiatrique a été réalisée en 1998, ce qui a marqué la fin du système d'hôpital psychiatrique d'État en Italie.

## Les objectifs généraux
La loi 180/78 inclut la création d'un service communautaire décentralisé de traitement et de réadaptation des malades mentaux, la prévention de la maladie mentale et la promotion d'un traitement complet, en particulier grâce à des services en dehors du réseau hospitalier. Loi 180/78 a introduit des changements importants dans la prestation de soins psychiatriques. La loi a permis de mettre l'accent sur une meilleure rencontre des patients au sein des communautés plutôt que sur la défense de la société.

## Histoire
La nouvelle loi italienne a été créée après des expériences de désinstitutionnalisation dans un certain nombre de villes (notamment à Gorizia, Arezzo, Trieste, Perugia, Ferrara) entre 1961 et 1978. Ces expériences ont réussi à démontrer qu'il était possible de remplacer les soins de garde de jour dans les hôpitaux psychiatriques par des communautés de soins alternatives. L'expérience a démontré l'efficacité du nouveau système de soins par sa capacité à mener une fermeture progressive des hôpitaux psychiatriques, tout en créant de nouveaux services alternatifs. Ces services comprennent des appartements, des auberges, des foyers, des centres de jour, et des coopératives gérées par les patients.
Au début des années soixante, un facteur a favorisé le développement de la nouvelle loi : les mouvements de réforme généralisés dans tout le pays et dirigés par les syndicats, la classe ouvrière, les étudiants et les partis radicaux et de gauche. Ce climat social unique a conduit à l'adoption de projets de lois novatrices, notamment la législation sur les droits des travailleurs, l'avortement, le divorce, et enfin la loi 180.

## Dispositions principales
La loi 180 se base sur les dispositions suivantes :
1. L'assistance psychiatrique doit être déplacée des hôpitaux psychiatriques vers les centres communautaires de santé mentale, nouvellement organisés de manière sectorisée ou départementale pour assurer des intégrations et des liens avec des services et des ressources communautaires.
2. L'hospitalisation de nouveaux patients dans les hôpitaux psychiatriques existants ne doit pas être autorisée. La construction de nouveaux hôpitaux psychiatriques est également interdite.
3. Des services psychiatriques doivent être ouverts à l'intérieur des hôpitaux généraux avec un nombre limité de lits (pas plus de 14-16).
4. Les traitements obligatoires ne sont appliqués que lorsque les installations communautaires adéquates ne sont pas accessibles et lorsque le patient n'a pas accepté son traitement en dehors de l'hôpital.

## Les effets de la loi 180

### Dichotomie dans le traitement de la maladie mentale
Depuis l'adoption de la loi 180 en 1978, la loi sur la santé mentale italienne a créé un sérieux débat. La législation italienne a créé une dichotomie dans le traitement de la santé mentale : la loi respecte le droit des malades mentaux, qui sont respectueux de la loi, à refuser un traitement ; mais, en même temps, elle permet d'enfermer les malades mentaux qui ont enfreint la loi dans des institutions spécialisées pour des peines de durée indéterminée, les privant ainsi de tous les droits civils.

### Conséquences principales
Les principales conséquences de la mise en œuvre de la loi 180 sont les suivantes :
1. Les patients qui séjournaient dans les hôpitaux psychiatriques avant 1978 ont été progressivement intégrés dans la communauté.
2. La disponibilité des lits psychiatriques en Italie est plus faible que dans d'autres pays comparables : l'Italie dispose de 46 lits psychiatriques pour 100 000 habitants, contre 58 au Royaume-Uni et 77 aux États-Unis.

## Héritage
Le psychiatre américain Loren Mosher considère que la loi Basaglia est révolutionnaire et que l'on peut en tirer des leçons, notamment pour ce qui est du soutien de l'assurance maladie nationale qui l'a mise en œuvre.
En 1993, le psychiatre italien Bruno Norcio a déclaré que la loi 180 de 1978 est une loi importante. Elle fut la première à affirmer que les malades mentaux doivent être guéris et non isolés, que les hôpitaux psychiatriques doivent cesser d'exister en tant que lieux d'isolement et que l'on doit accorder les droits civils aux malades mentaux et les intégrer dans la vie communautaire.
En 2001, Stefano Carrara a écrit que la loi 180/78, plus connue sous le nom de "loi Basaglia", a donné lieu, il y a un peu plus de vingt ans, à un modèle de soins psychiatriques d'avant-garde observé par certains pays dans le monde entier, comme la France pour son exportation.
En 2009, P. Fusar-Poli a déclaré que, grâce à la loi Basaglia, la psychiatrie a commencé à être intégrée, en Italie, dans les services de santé générale et a cessé d'être mise à l'écart, à la périphérie de la médecine.
Le psychologue clinicien britannique Richard Bentall affirme que, après que Franco Basaglia a persuadé le gouvernement italien d'adopter la loi 180, les résultats ont été controversés. Dans la décennie qui a suivi, de nombreux médecins italiens se sont plaints du fait que les prisons étaient devenues le lieu dépositaire des personnes les plus gravement malades, et qu'ils se trouvaient dans une situation d'impuissance face à la schizophrénie, au maniaque agité, au paranoïaque incontrôlable, ou catatonique. Cependant, un réseau efficace de cliniques de santé mentale plus petites s'est progressivement développé pour remplacer l'ancien système.
Giovanna Russo et Francesco Carelli suggèrent qu'en 1978, la réforme Basaglia n'a pas pu être pleinement mise en œuvre parce que la société n'était pas préparée à un tel avant-gardisme dans le champ de la santé mentale. Trente ans plus tard, il est devenu plus évident que cette réforme reflète un concept de santé moderne. L'exemple italien est à l'origine des modèles de services efficaces et novateurs et a ouvert la voie à la désinstitutionnalisation des malades mentaux.
Selon Corrado Barbui et Michele Tansella, 30 ans après sa mise en œuvre, la loi 180 demeure unique en droit de la santé mentale dans le monde. L'Italie est le seul pays où les hôpitaux psychiatriques traditionnels sont hors la loi.